# Takifugu rubripes

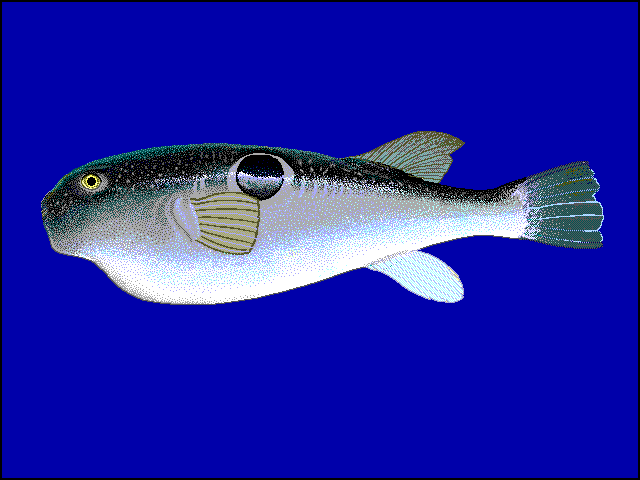
Takifugu rubripes

Takifugu rubripes és una espècie de peix de la família dels tetraodòntids i de l'ordre dels tetraodontiformes.

## Morfologia
- Els mascles poden assolir 80 cm de longitud total.
- Nombre de vèrtebres: 21-22.[2][3]

## Hàbitat
És un peix demersal i de clima temperat.

## Distribució geogràfica
Es troba a Àsia: des de l'oest del Mar del Japó, el mar de la Xina Oriental i el Mar Groc fins a Muroran (Hokkaido, el Japó).

## Ús gastronòmic
- El fetge i els ovaris són molt tòxics, els intestins ho són lleugerament, mentre que la carn i la pell no són verinosos. És considerat una saborosa menja al Japó.[4][2]

## Ús medicinal
- És emprat en la medicina tradicional xinesa.[5]

## Observacions
- Ha estat un dels primers vertebrats dels quals s'ha seqüenciat el seu genoma per complet.[6]